# 高原町立広原小学校
高原町立広原小学校（たかはるちょうりつ ひろわらしょうがっこう）は、宮崎県西諸県郡高原町大字広原にある公立の小学校。

## 概要
歴史
1874年（明治7年）創立。現校名となったのは1947年（昭和22年）。2024年（令和6年）に創立150周年を迎えた。
校章
1964年（昭和39年）に創立90周年を記念して校歌とともに制定。
校歌
1964年（昭和39年）に創立90周年を記念して校章とともに制定。作詞は黒木清次、作曲は海老原直による。歌詞は4番まであり、各番の歌詞中に校名の「広原小」が登場する。
通学区域
高原町のうち、「西広原区・上広原区・下広原区（後谷班を除く）」。中学校区は高原町立高原中学校。

## 沿革
- 1874年（明治7年）8月 - 広原八久保に「広原小学校」が創立。
- 1885年（明治18年）9月 - 広原字東に移転。
- 1886年（明治19年）- 小学校令施行により、簡易科（3年制）を設置の上、「簡易広原小学校」に改称。
- 1889年（明治22年）5月1日 -  西諸県郡4村（後川内、西麓、蒲牟田、広原）が合併の上、「高原村」が発足。
- 1890年（明治23年）- 尋常科（4年制）を設置の上、「尋常広原小学校」に改称。
- 1892年（明治25年）4月1日 - 「広原尋常小学校」に改称。
- 1904年（明治37年）2月2日 - 大火により校舎を焼失。新校舎完成までの間、民家を仮校舎として代用するなど、分散授業を余儀なくされる。
- 1907年（明治40年）2月 - 新校舎が完成。分散受業を終了。
- 1918年（大正7年）
  - 10月17日 - 現在地に移転。
  - この年 - 農業補習学校を併設。
- 1926年（大正15年）5月 - 校地を拡張。
- 1929年（昭和4年）3月 - 講堂兼用校舎を改築。
- 1934年（昭和9年）10月5日 - 高原村が町制施行して、高原町となる。
- 1937年（昭和12年） - 校舎を増改築。
- 1941年（昭和16年）4月1日 - 国民学校令施行により、「高原町広原国民学校」と改称。尋常科を初等科に改める。
- 1942年（昭和17年）1月 - 校地を拡張。
- 1944年（昭和19年）9月 - 沖縄県那覇市泊国民学校の児童約70名が、集団疎開で転入。
- 1946年（昭和21年）11月 - 疎開児童が沖縄へ帰還。
- 1947年（昭和22年）
  - 4月1日 - 学制改革（六・三制の実施）により、新制小学校「高原町立広原小学校」（現校名）に改称。
  - 10月 - 校地を拡張。
- 1956年（昭和31年）
  - 5月 - プール兼用防火用水池が完成。
  - 6月 - 表門が完成。
- 1963年（昭和38年）12月 - 給食を開始。
- 1964年（昭和39年）12月23日 - 創立90周年を記念し、校歌および校章を制定。
- 1965年（昭和40年）
  - 5月 - 特殊学級を設置。
  - 9月 - 防火用水池を観察池として整備。
- 1966年（昭和41年）3月 - 鉱区モデル塵焼がまを学校兼用の形で新設。
- 1968年（昭和43年）3月 - 体育館が完成。
- 1971年（昭和46年）4月 - 鉄筋ブロック2階建て新校舎が完成。
- 1972年（昭和47年）3月 - 正門と西通門が完成。
- 1974年（昭和49年）
  - 2月28日 - 創立100周年記念式典を挙行。
  - 12月 - 新校舎（普通教室・特別教室）を増築。
- 1975年（昭和50年）6月 - 百周年記念郷土資料館が完成。
- 1982年（昭和57年）
  - 10月 - 家庭科教室を新設。
  - 11月 - 体育館および校舎の補修工事を完了。
- 1986年（昭和61年）9月 - 運動場を拡張。
- 1989年（平成元年）3月 - 新体育館が完成。
- 1999年（平成11年）11月 - 新プールが完成。
- 2002年（平成14年）8月 - 運動場を整備。
- 2005年（平成17年）4月1日 - 1年間の試行を経て、2学期制の実施を開始。
- 2009年（平成21年）8月 - 校舎耐震工事が完了。
- 2012年（平成24年）4月 - 給食業務を外部へ委託。

## 交通アクセス
最寄りの鉄道駅
- JR九州 吉都線 「広原駅」

最寄りのバス停留所
- 宮崎交通 「広原」バス停下車、徒歩

最寄りの幹線道路
- 宮崎県道405号西麓小林線

## 周辺
- 広原簡易郵便局
- 広原保育所
- 王子神社

## 参考資料
- 「高原町史」（1984年（昭和59年）10月5日, 宮崎県高原町）p.503～p.504